# Gosjön (Skogs socken, Hälsingland)
Gosjön är en sjö i Söderhamns kommun i Hälsingland och ingår i Skärjåns huvudavrinningsområde. Sjön har en area på 0,393 kvadratkilometer och ligger 63 meter över havet. Gosjön ligger i Gosjön Natura 2000-område.

## Delavrinningsområde
Gosjön ingår i det delavrinningsområde (677481-156135) som SMHI kallar för Utloppet av Gosjön. Medelhöjden är 68 meter över havet och ytan är 1,76 kvadratkilometer. Det finns inga avrinningsområden uppströms utan avrinningsområdet är högsta punkten. Vattendraget som avvattnar avrinningsområdet har biflödesordning 2, vilket innebär att vattnet flödar genom totalt 2 vattendrag innan det når havet efter 17 kilometer. Avrinningsområdet består mestadels av skog (77 procent). Avrinningsområdet har 0,39 kvadratkilometer vattenytor vilket ger det en sjöprocent på 22,3 procent.